# ロールス・ロイス・カマルグ
カマルグ（Camargue ）は、イギリスの自動車メーカーであるロールス・ロイスが1975年から1986年まで生産した大型高級2ドアクーペである。

## 概要

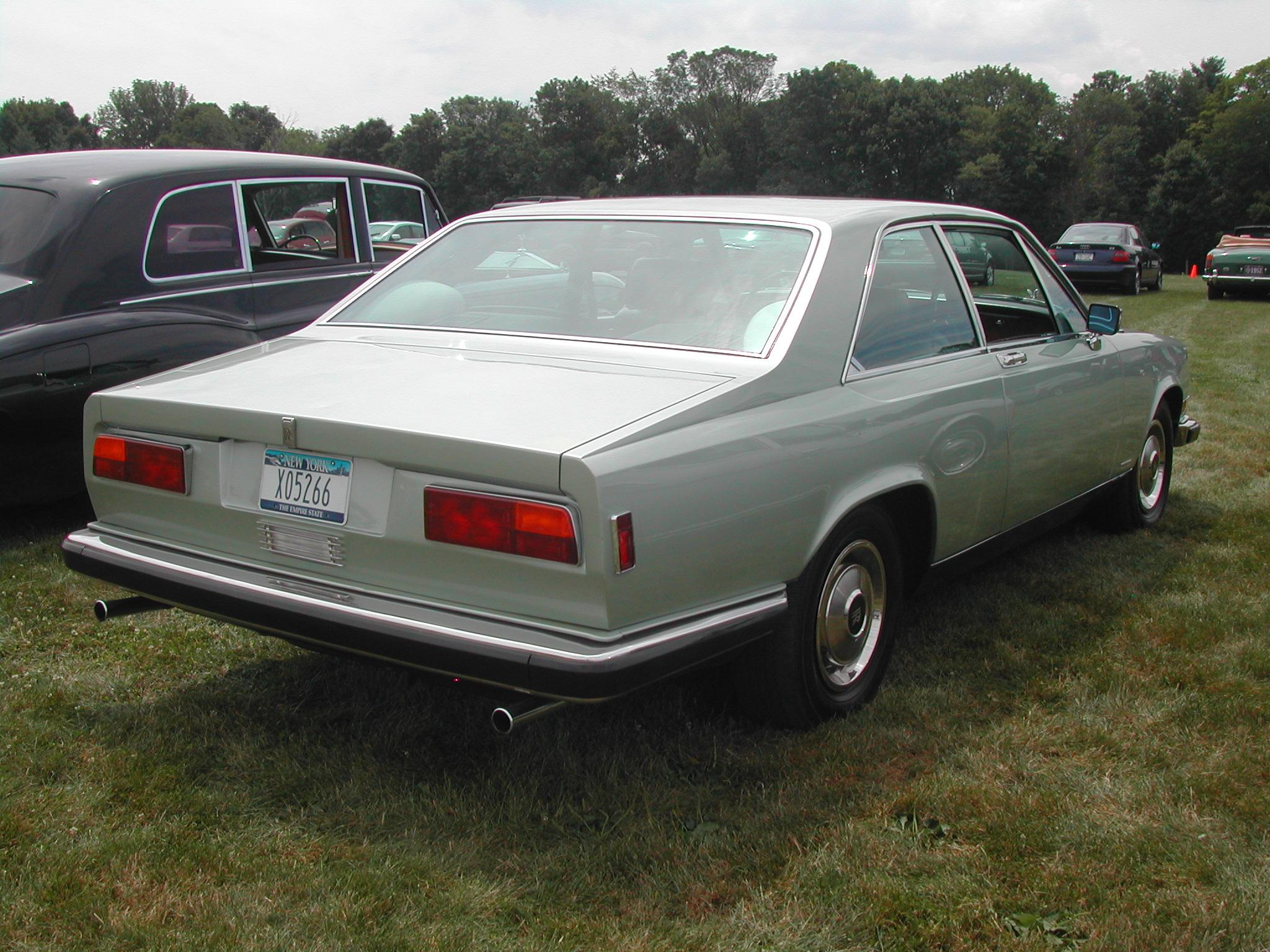
1982年式 リア

1975年3月に発表されたカマルグは、既に存在していたロールス・ロイスのパーソナルカー、コーニッシュのさらに上に位置するパーソナルクーペとして登場した。外観デザインは、イタリアのカロッツェリア・ピニンファリーナ所属であったカーデザイナーのパオロ・マルティンによる。そのためカマルグは、第二次世界大戦後のシリーズ生産車として初めてロールス・ロイスが社外にデザインを委託したモデルとなる。
名称の由来は南フランスの「カマルグ」。
原形は、ベントレー・T1をベースにピニンファリーナが製造し、1968年のロンドンショーに出展された「ベントレー・T1クーペ」である。当時、開発中のカマルグ（社内呼称「デルタ」）に関しロールス・ロイスはピニンファリーナに接近しており、カマルグのデザイン委託はこのモデルがきっかけとなったとされる。ただし、実際のカマルグ生産車とはスタイリングの共通点はほとんどない。ロールス・ロイスからピニンファリーナに出されたデザイン要件は「威厳に満ち、古くならないこと」であった。
車体のベースは、シルヴァーシャドウおよびコーニッシュである。しかしコーニッシュとは異なり、オープンモデル（ドロップヘッド・クーペ）はなく2ドアクーペのみである。ただし外部コーチビルダーによりドロップヘッド・クーペに改造されたものが若干数存在する。
架装はコーニッシュ同様にミュリナー・パークウォードが行ったが、コーニッシュのさらに上に位置するだけに、その艤装には最大限の配慮が払われたという。
初めてメートル法で設計されたロールス・ロイスの車種である。パルテノン神殿を模した伝統のフロントグリルは4度前方に傾斜している。1986年まで11年間、合計529台が生産された。なお、それに加えて1台が1985年にベントレー・カマルグとして生産された。なお一般的なカマルグの生産は1986年に終了しているが、翌1987年、アメリカでのロールス・ロイス80周年記念モデルとして「カマルグLTD」が12台のみ販売されている。

## 価格
販売当時、ファントムVIを除くと同社ラインナップ内で最も高価格のトップモデルであり、なおかつデビュー当時は世界で最も高価な市販乗用車でもあった。ファントムVIはあくまで特別生産車であり、カマルグは「ショールームで買うことのできる世界一高額な車」とされた。イギリスでは税込み£29,250で、ジャガー・XJ6が5台買える価格であった。アメリカ合衆国では当時$147,000（2008年の貨幣価値では$588,000）で販売された。日本でも当時の輸入代理店コーンズによって販売され、1985年の価格は4,800万円であった。

## 性能、装備

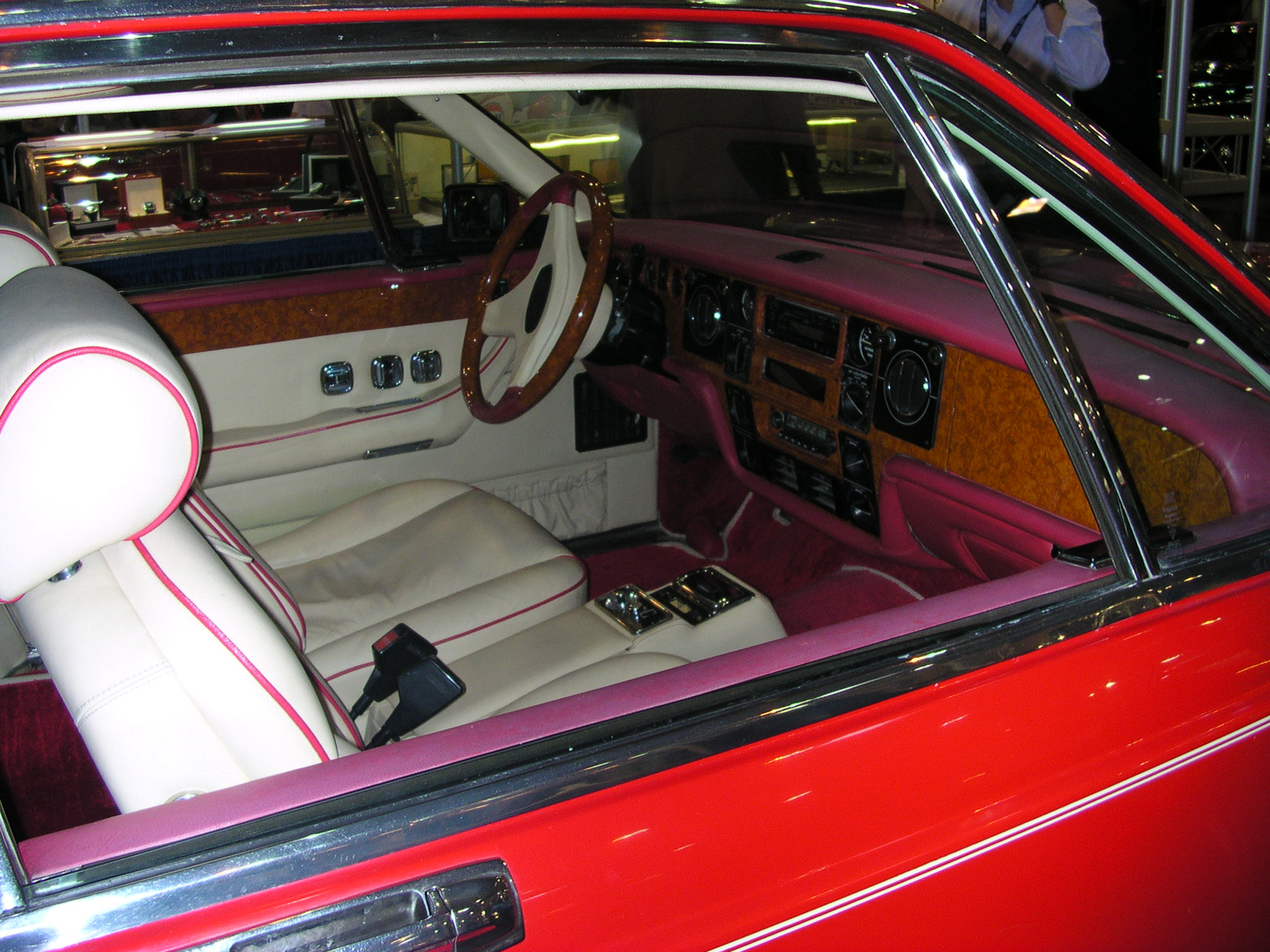
1982年式 内装

V型8気筒OHVの内径φ104.1mm×行程99.1mmで6,747.7cc、圧縮比7.3の水冷エンジン、コラムシフトのゼネラルモーターズ製ターボハイドラマティック（TH400）3速AT、車高調整機能を備えた四輪独立懸架など、機構的にはシルヴァーシャドウやコーニッシュと共通である。ただし4バレルキャブレターや無接点式点火装置などの採用により、エンジン出力は8～10％ほど向上しているという（当時のロールス・ロイスはエンジン出力未公表）。フロアユニットも流用しているが、前後トレッドが拡大されていることから全幅もより広げられており、1,920mmとなる。
最初の65台にはスキナーズ・ユニオン（SU）製ツインキャブレター、その後の471台はソレックス製キャブレターを用いた。1977年2月にはシルヴァーシャドウがIIに発展したことを受け、そのパワーステアリングがラック・アンド・ピニオン式に変更され、高速安定性が改善した。1979年にはリアサスペンションがシャドウの後継モデルであるシルヴァースピリットのものに変更された。
1984年式からボッシュKジェトロニックの燃料噴射装置を採用し、圧縮比が8.0に向上している。
内装や装備は当時考え得る最上級のものであった。カーステレオはボッシュ製のAM/FMラジオとパイオニアのカートリッジプレーヤーが標準装備された。パワーウィンドウ（前席。後席窓は固定式）はもちろんのこと、前席シートにはポジション調整（8方向）だけでなく、後席に乗り降りする際のバックレスト・リリースにもパワー式が採用された。2レベル式のカーエアコンシステムも当時の最先端で、フルオートかつ左右独立の温度調整が可能であった。このエアコンは後にコーニッシュやシルヴァーシャドウII、ベントレーT2などにも順次採用された。
タイヤサイズは235/70HR15。
日本仕様は触媒方式で昭和51年自動車排出ガス規制に適合している。運輸省形式はC-SR2。

## 関連項目

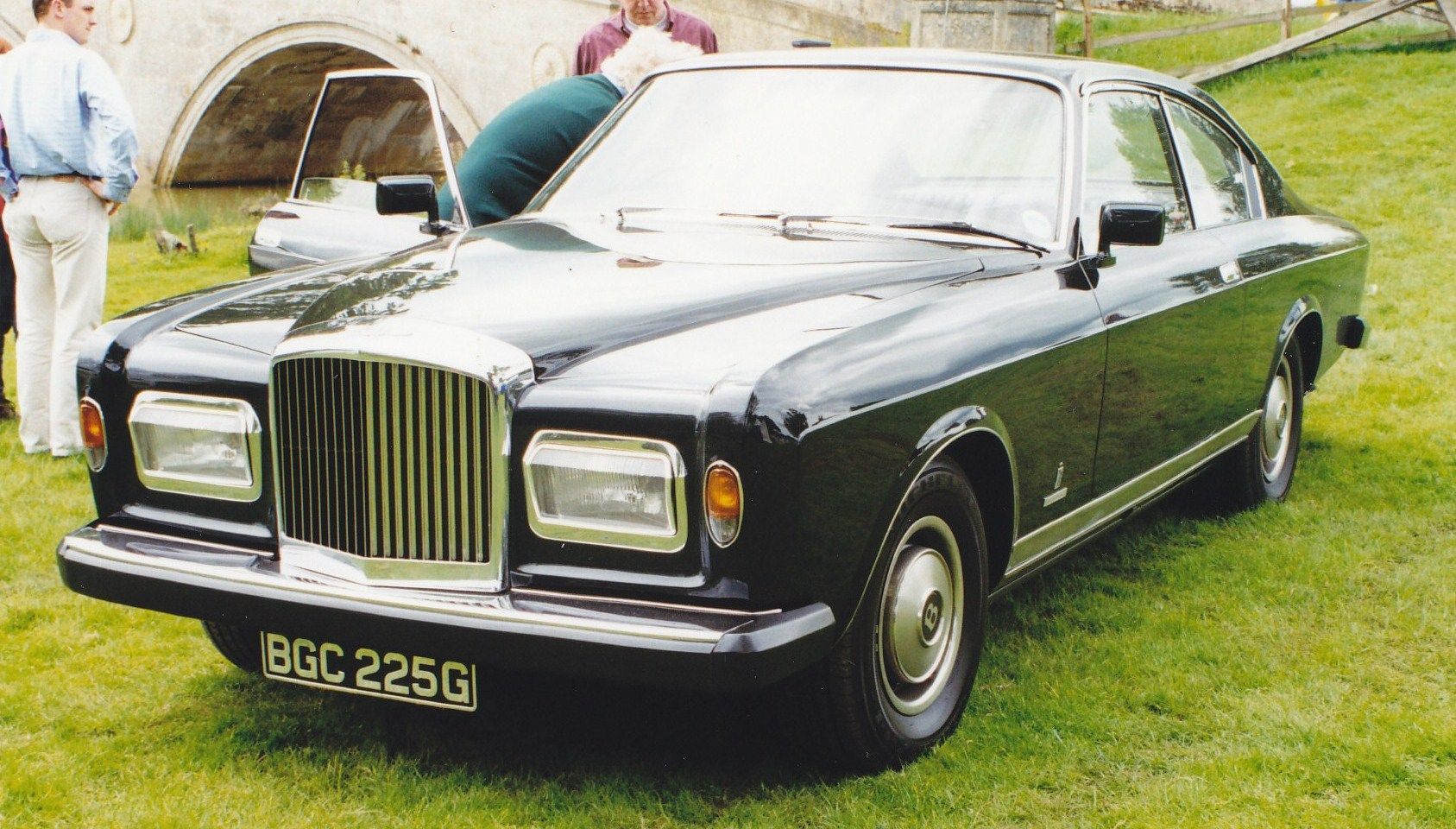
原形となるベントレー・T1クーペ